# Ануитет
Назив ануитет води порекло од латинске речи annus (година) и означава увек исти износ којим се отплаћује дугорочни зајам.  Основно обележје му је, да се плаћа годишње или полугодишње, а у укупном износу ануитета се мења однос између дела који се односи на камату и дела за који се смањује укупно добијени зајам. Тако је у првој години или првом ануитету највећи удео камате, јер се камати највећи део остатка зајма, а износ за који се умањује преостали део зајма најмањи. Временом, тај се однос мења.
Ануитет представља низ плаћања (улога, рата, уплата, исплата) у једнаким временским интервалима. Ту спадају отплате зајмова, премије осигурања, плаћање ренте, интереси на обвезнице и дивиденде.